# 梅根·唐納修
梅根·唐納修（1962年12月5日—），美國天文學家，主要研究星系和星系團相關領域，任教於密西根州立大學，為物理學和天體物理學教授，現為美國天文學會會長。

## 生平
唐納修於1985年畢業於麻省理工學院，並於1990年在天文學家米歇爾·沙爾（J. Michael Shull）及約翰·斯托克（John T. Stocke）的指導下於科羅拉多大學波德分校完成天體物理學博士學位，而後進入卡内基科学研究所從事博士後研究，於1993年加入太空望遠鏡科學研究所進行第二次博士後研究，直至2003年進入密西根州立大學任教。

## 文學成就
唐納修也是《皮爾遜宇宙觀》系列（Pearson Cosmic Perspective Series）天文學教科書中，《宇宙觀》（The Cosmic Perspective）（2016年第8版）、《基本宇宙觀》（The Essential Cosmic Perspective）（2014年第7版）及《宇宙視角基礎知識》（The Cosmic Perspective Fundamentals）（2015年第2版）三本書的合著者。

## 榮譽
唐納修於1993年因發表天文學論文而獲頒羅伯特·J·川普勒獎最佳論文獎。2012年，唐納修加入美國科學促進會，並在2016年當選為美國物理學會資深會員。

## 外部連結
- 個人主頁 （页面存档备份，存于）（英文）
- 由Google学术搜索索引的梅根·唐納修出版物